# Alexander Jakobsen
Alexander Amir Adel Jakobsen, född 18 mars 1994 i Rødovre, är en dansk-egyptisk fotbollsspelare som spelar för Wadi Degla.

## Karriär
Jakobsen började sin fotbollskarriär i Lyngby BK. Som tioåring gick han över till FC Köpenhamn. 2011 gick Jakobsen över till PSV Eindhoven, där han spelade i tre år.
I februari 2015 värvades Jakobsen av Falkenbergs FF, där han skrev på ett tvåårskontrakt. I juni 2016 fick Jakobsen lämna klubben.
I augusti 2016 värvades Jakobsen av norska Bodø/Glimt. I januari 2017 värvades Jakobsen av danska Viborg FF, där han skrev på ett 2,5-årskontrakt. I juli 2017 skrev Jakobsen på ett 2,5-årskontrakt med IFK Norrköping. Den 10 augusti 2019 lånades han ut till Kalmar FF på ett låneavtal över resten av säsongen 2019.
Den 17 februari 2020 värvades Jakobsen av Sarpsborg 08, där han skrev på ett ettårskontrakt. Den 5 oktober 2020 kom Jakobsen överens med Sarpsborg om att bryta sitt kontrakt. Den 8 december 2020 värvades Jakobsen av egyptiska Wadi Degla. Den 17 september 2021 värvades Jakobsen av egpytiska Samouha SC. Den 1 september 2022 kom Jakobsen överens med Samouha SC att bryta kontraktet. Den 1 januari 2023 värvades Jakobsen av georgiska Dinamo Batumi.